# Aereo agricolo

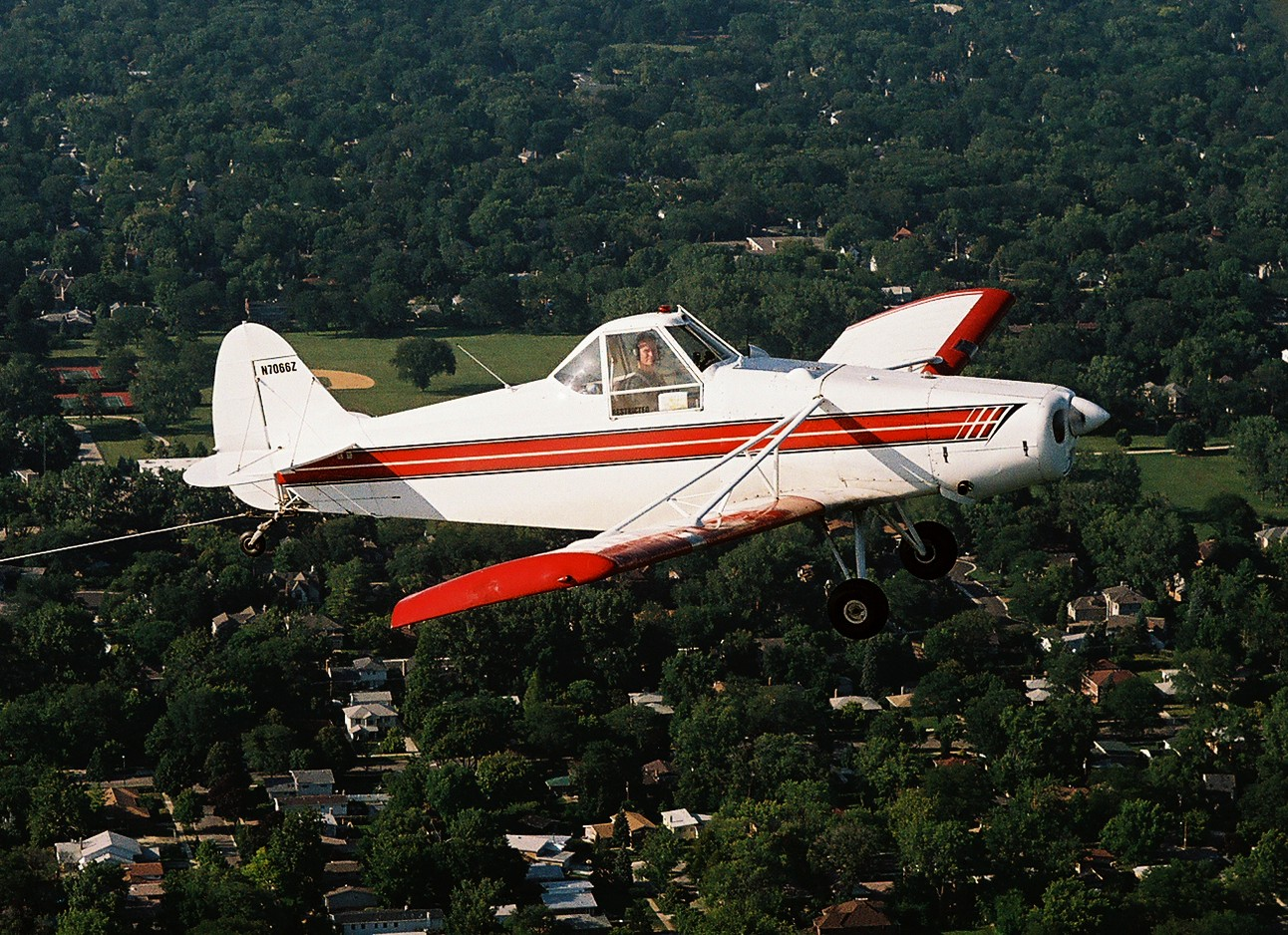
Un Piper PA-25, tipico esempio di velivoli specializzato per impiego agricolo

Un aereo agricolo è un aeroplano progettato o modificato per l'utilizzo agricolo. I compiti per cui possono essere utilizzati questi velivoli sono la semina e la distribuzione di fertilizzante o fitofarmaci. Più raro l'utilizzo per l'irrigazione.
I mezzi aeronautici più diffusi per l'impiego in agricoltura sono velivoli dedicati ad ala fissa, come gli Air Tractor, Grumman Ag Cat, PAC Fletcher e Rockwell Thrush Commander. Più raro è l'utilizzo di elicotteri.

## Primi utilizzi in agricoltura
L'utilizzo di aeroplani in agricoltura risale agli anni venti negli Stati Uniti quando i primi aerei vennero modificati per l'irrorazione di fitofarmaci. Gli aerei erano in genere biplani da surplus bellico.
Con la diffusione degli insetticidi e dei fungicidi negli anni quaranta e lo sviluppo delle tecniche di fertilizzazione aerea da parte del governo neozelandese negli stessi anni, iniziò lo sviluppo di aerei dedicati. In realtà il primo velivolo progettato per scopi agricoli fu il Caspar C 32 tedesco, che volò nel 1928, rimanendo allo stadio di prototipo.

## Tipologia dei velivoli impiegati
I velivoli impiegati negli Stati Uniti e in Europa sono in genere di piccole dimensioni, caratterizzati da ala bassa e abitacolo rialzato. Molti sistemi di irrorazione sono integrati nelle ali, con pompe alimentate da turbine a vento.

In nazioni che presentano maggiori estensioni agricole, come Nuova Zelanda, Australia, o le fattorie statali dell'ex-Patto di Varsavia, sono utilizzati velivoli di maggiori dimensioni, anche con configurazioni bimotore, come il Lockheed Lodestar o turboelica, come il PAC Cresco.
Nell'Europa orientale hanno trovato impiego anche biplani STOL come il versatile Antonov An-2 o il turboventola PZL Mielec M-15.

In zone dove l'uso di aerei dedicati è ritenuto antieconomico, si continuano ad utilizzare piccoli aerei leggeri convertiti, come il de Havilland Canada DHC-2 Beaver.
Nel caso dell'uso di elicotteri sono utilizzati serbatoi esterni.